# ۱۳۵۴ (میلادی)
۱۳۵۴ (میلادی) هزار و سیصد و پنجاه و چهارمین سال تقویم میلادی است.

## درگذشتگان
‎